# かげろう (高井麻巳子の曲)
「かげろう」は、高井麻巳子の4枚目のシングル。1987年3月18日発売。発売元はキャニオン・レコード。

## 解説
1987年3月でおニャン子クラブを卒業することになり、封入特典として「高井麻巳子おニャン子クラブ卒業記念シート」が同封された。

## 収録曲
全編曲：清水信之

### 7インチ・レコード

#### SIDE A
1. かげろう (3:53)
  - 作詞:沢ちひろ 作曲:八田雅弘

#### SIDE B
1. 眠りのオペラ (4:40)
  - 作詞:森本抄夜子 作曲:明日香

### シングルカセット

#### SIDE A
1. かげろう（歌入り）
2. かげろう（カラオケ）

#### SIDE B
1. 眠りのオペラ（歌入り）
2. 眠りのオペラ（カラオケ）

## 収録作品
- こころ日和
- MYこれ!クション 高井麻巳子BEST
- 高井麻巳子 SINGLESコンプリート
- おニャン子クラブA面コレクション Vol.4 (#1)
- おニャン子クラブB面コレクション Vol.4 (#2)